# Byun Baek-hyun
Byun Baek-hyun (n. 6 mai 1992, Wonmi-gu⁠(d), Gyeonggi-do, Coreea de Sud), cunoscut și ca Baekhyun, este un actor și cântăreț din Coreea de Sud, membru al formației k-pop Exo, care a debutat în 2012.

## Profil
- Nume de scenă: Baekhyun
- Nume de naștere: Byun Baek-hyun
- Data nașterii: 	6 mai 1992
- Agenția: SM Entertainment

## Filmografie

### Gazdă
- To the Beautiful You (2012)
- Exo Next Door (2015)
- Moon Lovers: Scarlet Heart Ryeo (2016)

### Seriale TV
- Inkigayo (2014)
- Master Key (2017)

## Vezi și
- Exo (formație)